# Carrikers tiran
De Carrikers tiran (Myiophobus inornatus) is een zangvogel uit de familie Tyrannidae (tirannen). Deze vogel is in het Nederlands genoemd naar de Amerikaanse ornitholoog Melbourne Armstrong Carriker die deze vogel in 1932 geldig heeft beschreven.

## Verspreiding en leefgebied
Deze soort komt voor van zuidoostelijk Peru tot noordelijk Bolivia.

## Status
De grootte van de populatie is niet gekwantificeerd maar de soort wordt omschreven als schaars. Op de Rode lijst van de IUCN heeft deze soort de status niet bedreigd.